# سنت‌دیوردی‌وار
سنت‌دْیْوردْیْ‌وار (به مجاری:  Szentgyörgyvár) یک منطقهٔ مسکونی در مجارستان است که در ناحیه کست‌هی واقع شده‌است. سنت‌دیوردی‌وار ۱۱٫۶۵ کیلومتر مربع مساحت و ۳۲۴ نفر جمعیت دارد.